# 大島 (香川県高松市)
大島（おおしま）は香川県高松市の島である。

## 概要
国立療養所大島青松園の入所者と職員とその家族だけが在住している。

## 交通
- 庵治港→大島港
- 高松港（サンポート高松）→大島港